# Itacoatiara (ort)
Itacoatiara är en ort i delstaten Amazonas i norra Brasilien. Den är centralort i en kommun med samma namn och folkmängden uppgick till cirka 58 000 invånare vid folkräkningen 2010. Itacoatiara är belägen längs Amazonfloden och det finns en flygplats några kilometer västerut.